# Vild løg
Vild løg (Allium oleraceum) er en 50-60 cm høj, flerårig løgvækst med oprette skud og hvide, grønlige eller røde blomster. Planten er knyttet til kalkrig jord på overdrev eller i lyse skove.

## Beskrivelse
Vild løg er en flerårig, urteagtig plante med en opret vækst og et underjordisk oplagringsorgan, der består af næringsfyldte blade, et løg. Stænglen er rund, og det er kun tilsyneladende, at den er bladbærende. De grundstillede blade danner nemlig så lange bladhylstre, at det kan se ud, som om bladpladen udspringer fra stænglen. Bladene er halvrunde i tværsnit, men flade mod spidsen. De er linjeformede og helrandede med tydelige ribber på undersiden. Begge bladsider er grågrønne og hyppigt dækket af en tynd dug. Bladene visner tidligt bort og bliver papiragtige.
Blomstringen foregår i juli-august, hvor man finder blomsterne samlet i hovedagtige, endestillede stande. Standene er omgivet af to højblade, og de består foruden af blomster også af et større eller mindre antal yngleløg. De enkelte blomster er oprette og senere nikkende, regelmæssige og 3-tallige med grønlige, hvide eller røde kronblade. Frugterne er kapsler med nogle få frø.
Det underjordiske løg er dannet af en skiveformet stængel og tæt pakkede, tykke og næringsrige blade. Under løgbunden ses de talrige, grove trævlerødder.

Højde x bredde og årlig tilvækst: 0,50 x 0,20 m (50 x 20 cm/år). Disse mål kan fx bruges til beregning af planteafstande, når arten anvendes som kulturplante.

## Hjemsted
Vild løg er udbredt i Kaukasus og det meste af Europa. I Danmark findes planten ret almindeligt på Øerne og i Østjylland, mens den er sjælden i resten af landet. Arten er knyttet til lysåbne eller let skyggede voksesteder på kalkrig, men ret næringsfattig, veldrænet jord. Derfor findes den ofte på overdrev og i skove og krat.
På kystskrænten ved Udsager Hage, syd for Besser Rev på Samsø findes en overdrevsvegetation på kalkholdig jord, hvor arten vokser sammen med bl.a. hjertegræs, merian, alm. mælkeurt, bakkejordbær, blågrøn star, dunet vejbred, gul rundbælg, hulkravet kodriver, hvid okseøje, knoldet mjødurt, markkrageklo, nikkende limurt, skovløg, slåen, stor knopurt og tjærenellike
| Portal | Portal:Botanik |

## Note
1. ↑  Århus Amt: Udsager Hage (Webside ikke længere tilgængelig)